# Ещё один год (фильм, 2010)
«Ещё один год» (англ. Another Year) — фильм-трагикомедия режиссёра и сценариста Майка Ли. Премьерный показ состоялся в 2010 на Каннском кинофестивале. В Великобритании фильм участвовал в Лондонском кинофестивале, а 5 ноября 2010 года стартовал прокат в кинотеатрах.

## Сюжет
Муж Том (Джим Бродбент) и жена Джерри (Рут Шин) — немолодые супруги, счастливые в своём браке уже много десятков лет. Фильм словно поделен на сезоны, сменяющие друг друга — весну, лето, осень и зиму, на протяжении которых счастливая пара встречает своих друзей, коллег и родственников.
Джерри работает психологом-консультантом в муниципальной поликлинике, а её подруга Мэри (Лесли Мэнвилл) — секретаршей. Одинокая Мэри рассказывает подруге о своих жизненных невзгодах, заброшенном саде, планах купить автомобиль, чтобы быть более независимой, и заметно завидует семейному счастью подруги. Она не бросает мысли устроить свою личную жизнь и  пытается флиртовать, хотя и безуспешно.
К летнему празднику садов Мэри приезжает в дом Тома и Джерри уже на своей машине, и без стеснения жалуется гостям на свою бесконечную замотанность и стресс от дороги и покупки. Она, кажется, увлечена Джо, сыном счастливой пары, приехавшим навестить родителей. Но Джо относится к ней скорее как к тёте, и не воспринимает как женщину, с которой можно встречаться. Зато Кен, старый друг Тома и Джерри, не прочь познакомиться с Мэри поближе, но раздосадованная Мэри отвергает его.
Спустя месяцы Мэри вновь появляется в гостях у семейной пары, но уже без машины: её конфисковали за нарушения правил. Джо приезжает к родителям в компании своей новой девушки — для них это большой сюрприз. Для Мэри это неприятный шок, и она в беседе с родителями сомневается в серьёзности этих отношений, но они поддерживают сына.
Когда наступает зима, всё семейство едет к брату Тома Ронни — умерла его жена. Церемонию прощания помог организовать Том, он кажется единственной опорой нелюдимого Ронни. Его сын давно уже не навещал отца и ничего не известно о его судьбе. Уже после церемонии он запоздало появляется и умудряется перессориться с родственниками, бесцеремонно и грубо обвиняя их в пренебрежении его интересами. Том и Джерри решают пригласить Ронни погостить у них в Лондоне пока его жизнь не придет в норму.
Этой же зимой в доме счастливой семейной пары вновь появляется Мэри, на этот раз совсем обезумевшая и потерянная. Её машину сдали в утиль — она развалилась, а попытки построить личную жизнь ни к чему не привели. Едва согревшись, она засыпает на диванчике. Джерри и Том совсем не рады обнаружить дома нежданную гостью, так как намечен визит сына с его девушкой, но Джерри позволяет подруге остаться и прийти в себя. Очевидно, что Мэри требуется профессиональная психологическая помощь. Когда вся семья собирается за праздничным столом, её отчуждение проявляется ещё очевиднее.

## Роли
- Джим Бродбент — Том Хэппл
- Рут Шин — Джерри Хэппл
- Лесли Мэнвилл — Мэри
- Оливер Молтман — Джо Хэппл
- Питер Уайт — Кен
- Дэвид Брэдли — Ронни Хэппл
- Карина Фернандес — Кэти, девушка Джо
- Мартин Сэвидж[англ.] — Карл Хэппл, сын Ронни
- Мишель Остин — Таня, гостья
- Фил Дэвис — Джек, гость
- Стюарт Маккуэрри — коллега Тома
- Имельда Стонтон — Джанет, пациентка Джерри

## Съёмки
Из-за смерти в 2009 году продюсера Саймона Ченнинга-Уильямса, с которым раньше сотрудничал режиссёр, на этот раз место продюсера заняла Джорджина Лоу, работавшая с Майком Ли во многих его фильмах начиная с «Обнажённых» (1993). Продюсерская компания Thin Man Films заручилась поддержкой телевизионных студий Film4 и Focus Features International, проект получил 1,2 млн фунтов стерлингов финансирования от британского Совета по кинематографии. Размер затрат составил около 8 млн долл., что Ли охарактеризовал как «самый низкий бюджет за последний период».
Почти все актёры, задействованные в фильме, имели опыт съёмки у режиссёра Ли. В течение пяти месяцев группа обсуждала персонажей, выстраивая их небольшой мирок. Характерный приём Ли — поощрять актёров к импровизации на репетициях и использовать наработанный материал в финальной версии сценария. Съёмки длились 12 месяцев, однако, чтобы лучше изобразить смену сезонов, оператор Дик Поуп использовал четыре различных типа киноплёнки для каждого из них и уделял много внимания характерным декорациям.

## Награды и номинации
- 2010 — приз экуменического жюри на Каннском кинофестивале (Майк Ли).
- 2010 — премия Национального совета кинокритиков США лучшей актрисе (Лесли Мэнвилл), а также попадание в десятку лучших фильмов года.
- 2010 — 4 номинации на Премию британского независимого кино: лучший режиссёр (Майк Ли), лучший актёр (Джим Бродбент), лучшая актриса (Рут Шин), лучшая актриса второго плана (Лесли Мэнвилл).
- 2010 — две номинации на премию Европейской киноакадемии: лучшая актриса (Лесли Мэнвилл) и лучший композитор (Гэри Йершон).
- 2011 — номинация на премию «Оскар» за лучший оригинальный сценарий (Майк Ли).
- 2011 — две номинации на премию BAFTA: лучший британский фильм (Джорджина Лоу и Майк Ли) и лучшая актриса второго плана (Лесли Мэнвилл).
- 2011 — премия «Аманда» за лучший зарубежный фильм (Майк Ли).
- 2011 — номинация на премию «Давид ди Донателло» за лучший европейский фильм (Майк Ли).
- 2012 — номинация на премию «Бодил» за лучший неамериканский фильм (Майк Ли).